# マランヴィル
マランヴィル（フランス語：Malanville）は、ベナン北部のアリボリ県の都市。2013年の人口は約16.8万人

。ニジェールとの国境に位置し、対岸のニジェール領ガヤとの間にはニジェール川が流れる
。川には橋が架かり、ベナン・ニジェール間の貴重な輸出入経路となっている。

## 地理
- 北：ニジェール
- 東：ナイジェリア
- 南：カンディ

- コトヌー：733km

## 経済
- 国境交易/輸送
- 手工芸
- 農業
  - 米
  - 落花生
  - タマネギ
  - トマト
- 観光
  - W国立公園：キリンやゾウなどの野生動物を見たり、ゲームリザーブをするために訪れる客向けの観光業が盛んになりつつある。

## 教育
高校と3つの小中学校があるが、図書館や文化センターはない。